# Wabash Pittsburgh Terminal
La Terminal Wabash de Pittsburgh fue una estación de ferrocarril ubicada en Pittsburgh, Pensilvania, Estados Unidos. Construida en 1903 e inaugurado el 13 de abril de 1904, la terminal, de 11 pisos y 60 metros de altura y abovedada al estilo Beaux-Arts, fue diseñada por Theodore Link y le costó a George Jay Gould $ 800 000 dólares ($ 26,1 millones en dólares de 2022). Los pisos 1 al 3 contenían venta de boletos, áreas de espera para pasajeros y algunas tiendas minoristas, y los pisos 4 y superiores atendían a cientos de oficinas de la Wabash Railway Corporation, empresa propiedad de Gould. La terminal duró solo cuatro años como terminal de Wabash Railroad cuando la Wabash Pittsburgh Terminal Railway entró en suspensión de pagos el 29 de mayo de 1908. La Wabash perdería tanto este ferrocarril así como terminaría su afiliación con la Wheeling and Lake Erie Railway. La terminal continuó dando servicio al tráfico de pasajeros hasta el 31 de octubre de 1931, pero sobrevivió más allá como un edificio de oficinas y una instalación solo de carga. El almacén de carga adyacente se cerró después de que dos incendios consecutivos, el 6 y el 22 de marzo de 1946, destruyeran la mayor parte de la infraestructura. Se anunció la demolición de la estación el 5 de julio de 1953 para dar paso al Gateway Center. La demolición comenzó el 5 de octubre de 1953 y se completó a principios de 1954.